# Генкель фон Доннерсмарк, Вильгельм Людвиг Виктор
Вильгельм Людвиг Виктор граф Генкель фон Доннерсмарк (Хенкель фон Доннерсмарк) (нем. Wilhelm Ludwig Viktor Henckel von Donnersmarck, 30 октября 1775, Потсдам — 24 июня 1849, Дессау) — прусский военный деятель, генерал-лейтенант (1820), участник Наполеоновских войн.

## Биография
Вильгельм Людвиг Виктор родился в семье графа Виктора Амадея Генкеля фон Доннерсмарка. Его отец был близким другом принца Генриха Прусского, младшего брата Фридриха Великого.
Военная карьера Вильгельма Людвига Виктора началась в 1789 году, когда он поступил на службу в драгунский полк. В чине майора принимает участие в кампании 1806—1807 годов.
В 1810 году он становится адъютантом Фридриха Вильгельма III и сопровождает генерал-фельдмаршала Калькройта в Париж для принесения поздравлений Наполеону по случаю его бракосочетания с Марией-Луизой Австрийской.
В 1812 году участвовал в секретной миссии Йорка и доставил королю Фридриху Вильгельму III первые сведения о Таурогенской конвенции.
В 1813 году произведён в полковники и назначен командиром кавалерийского резерва в прусском I Армейском корпусе. Участник сражений при Лютцене и Лейпциге.
4 января 1814 года за отличия в сражениях с французами он был награждён орденом Св. Георгия 4-й степени (№ 2777 по кавалерскому списку Григоровича — Степанова). В этом же году был проищведён в генерал-майоры и назначен начальником 4-й пехотной бригады I-го армейского корпуса.
В 1815 году принимает участие в сраженьях при Линьи и Ватерлоо.
В 1817 году он был командиром 1-й бригады армейского корпуса во Франции. В 1820 году был произведён в генерал-лейтенанты, назначен командиром 6-й дивизии III-го армейского корпуса и комендантом Торгау. В 1821 году ушёл в отставку.
С 1842 года проживал в Дессау, где в 1845 году удостоен звания почётного гражданина. Являлся членом ряда масонских лож. В 1846 г. опубликовал «Воспоминания из моей жизни» (нем. Erinnerungen aus meinem Leben), считающиеся в историческом отношении ненадёжными.

## Семья
С 1804 года был женат на Фридерике фон дем Кнезебек (1778—1848) — сводной сестре прусского генерал-фельдмаршала Карла Фридриха фон дем Кнезебека.
Собственных детей в браке не было, в семье воспитывалась племянница жены.

## Награды
Королевства Пруссия:
- Орден Святого Иоанна Иерусалимского рыцарь по праву (1795, Rechtsritter)[3]
- Железный крест 1-го класса и 2-го класса на чёрной ленте (1813)[4]
- Орден «Pour le Mérite» с дубовыми листьями (16 декабря 1813)[5]
- Орден Красного орла 3-го класса (1815)[6]
- Орден Красного орла 2-го класса с дубовыми листьями (1817)[7]

- Медаль «В память войны 1813/15 годов»[нем.] (Пруссия)

Российской империи:
- Орден Святого Георгия 4-й степени (4 января 1814)
- Орден Святого Владимира 3-й степени (28 июля 1814)
- Орден Святой Анны 1-й степени (9 февраля 1817)

Прочие:
- Австрийский императорский орден Леопольда 3-й степени (1815, Австрийская империя)
- Орден Почётного легиона, командорский крест (4 марта 1819, королевство Франция)
- Орден Военных заслуг, командорский крест (королевство Франция)